# Take Away The Colour
A Take Away The Colour című dal az angol származású ICE MC első kimásolt kislemeze az Ice' n' green albumról. A dal szerzője Robyx, a dal női vokálját Simone Jay énekli, ezzel szemben a 95-ös változatban már Alexia vokálozik. Az eredeti 1993-as változat több slágerlistára is felkerült, többek között a belga Top 20-as listára is, valamint a klubok kedvence volt.

## Megjelenések
CD Single  Franciaország Airplay 859 971-2
- Take Away The Colour (Radio Mix) - 3:28
- Take Away The Colour (HF Mix) - 6:44
- Take Away The Colour (UCF Mix) - 5:10

12" Remix  Olaszország DWA 01.11
- Take Away The Colour (Rob.X Remix) - 6:14
- Take Away The Colour (F.O.S. Vocal Dub) - 7:18
- Take Away The Colour (Uannanatu Remix) - 7:10
- Take Away The Colour (Trance Dub) - 6:33
- Take Away The Colour (To Be Sampled) - 3:27

## Slágerlisták
| Slágerlista (1994)                | Legmagasabb helyezés |
| --------------------------------- | -------------------- |
| Ausztria (Ö3 Austria Top 40)      | 11                   |
| Franciaország (Single Top 100)    | 31                   |
| Italy (FIMI)                      | 19                   |
| Slágerlista (1995) 1              | Legmagasabb helyezés |
| Belgium (Ultratop 50 Flanders)    | 15                   |
| Belgium (Ultratop 50 Wallonia)    | 11                   |
| Finland (Suomen virallinen lista) | 16                   |
| Hollandia (Top 40)                | 25                   |
| Svédország (Sverigetopplistan)    | 18                   |

## Külső hivatkozások
- Dalszöveg[12]
- Videóklip[13]